# Sainte-Colombe (Alpy Wysokie)
Sainte-Colombe – miejscowość i gmina we Francji, w regionie Prowansja-Alpy-Lazurowe Wybrzeże, w departamencie Alpy Wysokie.
Według danych na rok 1990 gminę zamieszkiwały 43 osoby, a gęstość zaludnienia wynosiła 3 osoby/km² (wśród 963 gmin regionu Prowansja-Alpy-W. Lazurowe Sainte-Colombe plasuje się na 745. miejscu pod względem liczby ludności, natomiast pod względem powierzchni na miejscu 611.).